# Белов, Евгений Николаевич (лыжник)
Евгений Николаевич Белов (7 августа 1990 года, посёлок Октябрьский, Свердловская область) — российский лыжник, бронзовый призёр чемпионата мира 2013 года, победитель этапа Кубка мира, двукратный чемпион мира среди молодёжи, серебряный призёр лыжной многодневки Тур де Ски 2015.

## Карьера
На юниорском уровне дважды становился вице-чемпионом мира, на молодёжных чемпионатах мира имеет на своём счету две золотые и три серебряные медали.
В Кубке мира Белов дебютировал 20 ноября 2010 года, в феврале 2011 года одержал свою единственную в карьере эстафетную победу на этапе Кубка мира. Кроме победы имеет на своём счету три попадания в тройку лучших на этапах Кубка мира, все так же в эстафетах. Лучшим результатом Белова в личных гонках на этапах Кубка мира является победа в интервальной гонке на 15 км в Швейцарском Давосе 16.12.2018 года. Лучшим достижением Белова в общем итоговом зачёте Кубка мира является 31-е место в сезоне 2010/11.
За свою карьеру принимал участие в одном чемпионате мира, на чемпионате мира 2011 года в Хольменколлене дважды становился 37-м, в спринте свободным стилем и в гонке на 15 км классическим стилем.
Окончил Тюменский государственный университет (2019).

## Дисквалификация
1 ноября 2017 года признан МОК виновным в нарушении антидопинговых правил. Международный олимпийский комитет пожизненно запретил Евгению Белову выступать на Олимпиадах и аннулировал его результаты с Олимпийских игр 2014 года. Спортсменом была подана апелляция, и 1 февраля 2018 года решением Спортивного арбитражного суда она была полностью удовлетворена. Следствием стало признание отсутствия нарушения антидопинговых правил и отмена пожизненной дисквалификации. Результаты выступления на Олимпийских играх в Сочи были полностью восстановлены.

## Результаты

### Олимпийские игры
| Олимпийские игры | Спринт | Командный спринт | 15 км раздельный старт | 15+15 км скиатлон | 50 км масс-старт | Эстафета |
| ---------------- | ------ | ---------------- | ---------------------- | ----------------- | ---------------- | -------- |
| 2014 Сочи        | —      | —                | 25                     | 18                | —                | —        |

### Чемпионаты мира по лыжным видам спорта
| Чемпионат мира      | Спринт | Командный спринт | 15 км раздельный старт | 15+15 км скиатлон | 50 км масс-старт | Эстафета |
| ------------------- | ------ | ---------------- | ---------------------- | ----------------- | ---------------- | -------- |
| 2011 Осло           | 37     | —                | 37                     | —                 | —                | —        |
| 2013 Валь-ди-Фьемме | —      | —                | —                      | 11                | —                | 3        |
| 2015 Фалун          | —      | —                | 10                     | 8                 | —                | 4        |
| 2019 Зеефельд       | —      | —                | —                      | 17                | 25               | —        |

### Победы на этапах Кубка мира (1)
| Номер | Дата            | Соревнование         | Место | Дисциплина                                      |
| ----- | --------------- | -------------------- | ----- | ----------------------------------------------- |
| 1.    | 16 Декабря 2018 | Кубок мира 2018/2019 | Давос | Индивидуальная гонка с раздельным стартом 15 км |